# Bronnimannina
Bronnimannina es un género de foraminífero bentónico considerado un sinónimo posterior de Gravellina de la subfamilia Globotextulariinae, de la familia Globotextulariidae, de la superfamilia Ataxophragmioidea, del suborden Ataxophragmiina y del orden Loftusiida. Su especie tipo era Bronnimannina eocenica. Su rango cronoestratigráfico abarcaba el Eoceno.

## Discusión
Clasificaciones previas incluían Bronnimannina en el suborden Textulariina del orden Textulariida o en el orden Lituolida.

## Clasificación
Bronnimannina incluía a la siguiente especie:
- Bronnimannina eocenica †